# Amauropelma mossman
Amauropelma mossman là một loài nhện trong họ Ctenidae.
Loài này thuộc chi Amauropelma. Amauropelma mossman được miêu tả năm 2001 bởi Raven & Stumkat.